# Přední vršek
Přední vršek (279 m n. m.) je vrch v okrese Louny Ústeckého kraje. Leží asi 1 km severozápadně od vsi Třtěno na jejím katastrálním území.
Přední vršek leží na svahu plošiny v předpolí Českého středohoří s nejvyšším s vrcholem Libčeveský vršek (299 m) ležícím 300 m severozápadně. Další blízké vrcholy na svahu nebo poblíž jsou Krušina (224 m), Syslík (285 m) a Malý vrch (246 m). Na části svahu je vyhlášena přírodní památka Třtěnské stráně.

## Geomorfologické zařazení
Geomorfologicky vrch náleží do celku Dolnooharská tabule, podcelku Hazmburská tabule, okrsku Klapská tabule a podokrsku Hnojnická tabule.